# Эмери, Унаи
Уна́и Эмери́ Этчего́йен (исп. Unai Emery Etxegoien; род. 3 ноября 1971, Фуэнтеррабиа, Страна Басков) — испанский футболист и тренер. Главный тренер английского клуба «Астон Вилла».
Будучи главным тренером «Валенсии», трижды подряд занимал третье место в чемпионате Испании. С 2013 года по 2016 тренировал «Севилью», с которой трижды подряд выиграл Лигу Европы УЕФА. С 2018 года по 2019 возглавлял английский «Арсенал», который смог вывести в финал Лиги Европы. 23 июля 2020 года был назначен на пост главного тренера «Вильярреала». По окончании первого сезона с новой командой в четвёртый раз стал победителем Лиги Европы, а в 2022 году сумел дойти с клубом до полуфинала Лиги чемпионов, обойдя итальянский «Ювентус» и немецкую «Баварию».

## Клубная карьера
Унаи Эмери — воспитанник футбольного клуба «Реал Сосьедад», но на высшем уровне сыграл всего 5 матчей (забил 1 мяч в ворота «Альбасете»), проведя почти всю карьеру футболиста в клубах Сегунды. Закончил играть в 2004 году, получив тяжёлую травму колена.

## Тренерская карьера

### «Лорка Депортива»
По окончании карьеры футболиста Эмери получил от руководства своего тогдашнего клуба «Лорка Депортива» предложение занять вакантный пост главного тренера. Первый же сезон был для молодого тренера успешным: команда под его руководством заняла 4-е место в дивизионе, поднявшись из Сегунды Б в Сегунду. Не менее успешным был и следующий сезон: «Лорка» заняла довольно высокое для новичка 5-е место, а сам Унаи Эмери заслуженно получил приз Мигеля Муньоса как лучший тренер дивизиона.

### «Альмерия»
Следующий сезон Эмери начал в новой команде: его пригласила «Альмерия». Команда, всего 5 лет назад игравшая в Сегунде Б, вышла в Примеру, а Эмери второй год подряд был назван лучшим тренером дивизиона. Дебютный для тренера и команды сезон в Примере в целом был успешным: «Альмерия» закрепилась в лиге, заняв 8-е место, а Эмери по окончании сезона получил предложение возглавить один из грандов испанского футбола — «Валенсию».

### «Валенсия»
22 мая 2008 года Эмери подписал с «Валенсией» контракт на 2 года. Несмотря на то, что первый сезон «Валенсии» под его руководством получился неровным — команда долгое время шла в лидирующей группе, но под конец сезона, потерпев ряд чувствительных поражений, скатилась на итоговое 6-е место — руководство клуба заверило, что кредит доверия не исчерпан и Эмери продолжит работу на своём посту и в следующем сезоне. В мае 2010 года, ещё до окончания сезона 2009/10 (по итогам которого «Валенсия» заняла 3-е место и добилась права выступать в следующем розыгрыше Лиги чемпионов), Эмери продлил соглашение с клубом.
В мае 2012 года руководство «Валенсии» заявило, что Эмери покинет команду по окончании сезона 2011/12, а его преемником станет бывший игрок «Валенсии» и сборной Аргентины Маурисио Пеллегрино. В свой последний сезон в «Валенсии» Эмери вновь, в третий раз подряд, привёл команду к третьему месту в национальном чемпионате (по статистическим показателям «Валенсия» выступила слабее, чем в сезонах 2009/10 и 2010/11). После вылета из Лиги чемпионов на групповой стадии, где клуб уступил будущему победителю турнира лондонскому «Челси» (0:3 и 1:1), дошёл до полуфинала Лиги Европы УЕФА, где уступил «Атлетико Мадрид» (2:4 и 0:1). В Кубке Испании «Валенсия» также выбыла на стадии полуфинала, проиграв по сумме двух матчей «Барселоне» (1:1 и 0:2).

### «Спартак» (Москва)
10 июня 2012 года подписал контракт с московским «Спартаком», рассчитанный на два года. 11 июня на клубной базе в Тарасовке состоялась пресс-конференция, где Эмери был представлен СМИ.
В первом матче с Эмери «красно-белые» выиграли у «Алании» со счётом 2:1. Осенью 2012 года результаты «Спартака» стабильностью не отличались. Так, после победы над московским «Динамо» со счётом 4:0 последовало гостевое поражение от «Зенита» — 0:5. Затем был обыгран казанский «Рубин» — 2:1.
В Лиге чемпионов сезона 2012/13 в 4-м квалификационном раунде «Спартак» встречался с турецким «Фенербахче» и сумел пройти соперника (2:1 дома и 1:1 в гостях). В групповом раунде соперниками москвичей стали «Барселона», «Бенфика» и «Селтик». В шести матчах московский клуб проиграл пять раз (последнее поражение от «Селтика» в гостях «Спартак» потерпел уже без Эмери), одержав 23 октября победу дома над «Бенфикой» (2:1). 7 октября «Спартак» уступил ЦСКА в главном дерби страны со счётом 0:2.
25 ноября 2012 года после разгромного поражения со счётом 1:5 от «Динамо» в рамках 17-го тура Эмери покинул пост главного тренера. Об этом сообщил на пресс-конференции гендиректор клуба Валерий Карпин. На следующий день специалист посетил тренировку «красно-белых», где поблагодарил футболистов и персонал за совместную работу. На тренерский пост снова вернулся Карпин.
Полузащитник «Спартака» Эйден Макгиди спустя несколько лет так вспоминал об увольнении Эмери:
Его уволили прямо в раздевалке. Глава клуба после поражения от «Динамо» в ноябре 2012-го зашёл к нам и сказал тренеру: «Унаи, всё кончено». Испанец ответил, что ему уже всё равно. Я просто не мог поверить, что сейчас уволили тренера, но парни в ответ на моё недоумение кивали головами.

### «Севилья»

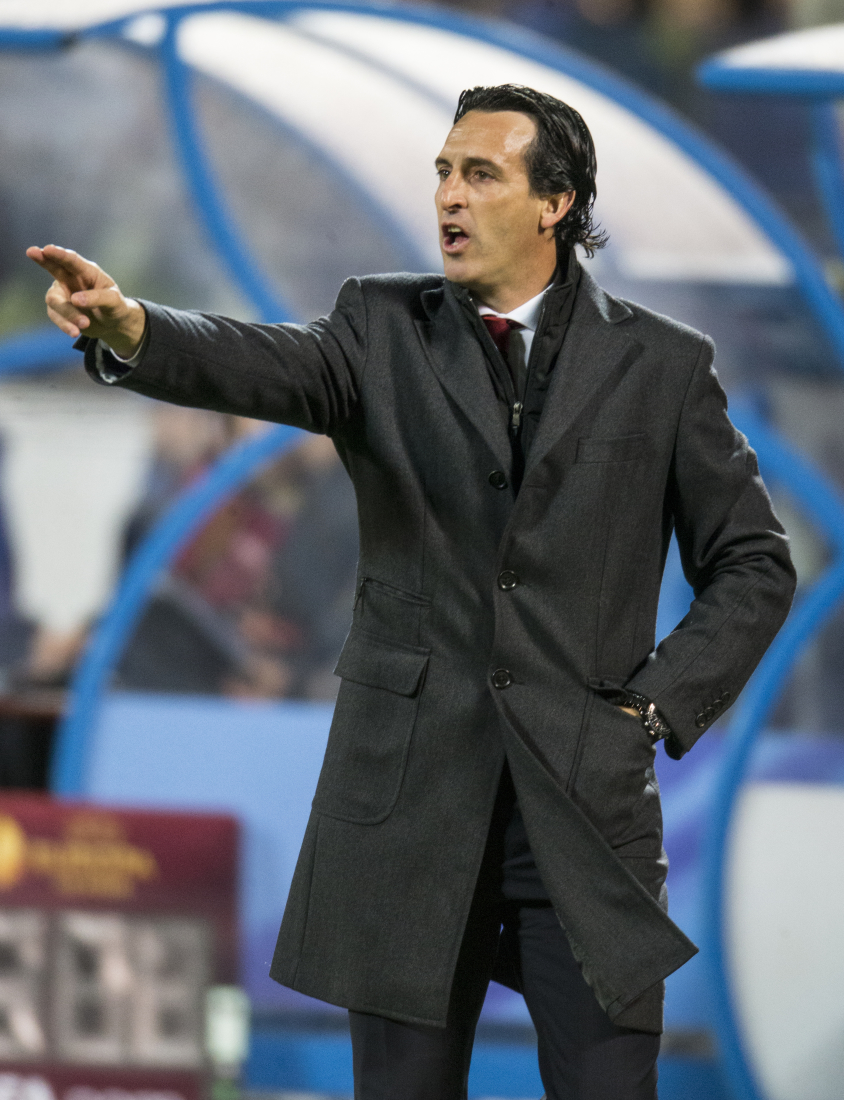
Эмери в качестве главного тренера «Севильи»

13 января 2013 года Эмери был назначен главным тренером «Севильи», сменив на этом посту Мигеля Мичела. Контракт был рассчитан до 30 июня 2014 года. Президент «Севильи» заявил: «Мы нашли идеального тренера как минимум на окончание нынешнего сезона и сезон следующий. В нынешнем положении нам нужно думать не о будущем, а о каждой следующей игре. В общем, думаю, я нанял идеального тренера». 16 января состоялся дебют Эмери. В гостевом матче против «Сарагосы» в рамках 1/4 финала Кубка Испании команда сыграла вничью 0:0. Дебют тренера в чемпионате состоялся 19 января, в котором «Севилья» поделила очки с «Хетафе». В ответной матче 1/4 финала Кубка Испании против «Сарагосы» Эмери одержал свою первую победу на посту главного тренера — 4:0. 28 января Эмери одержал свою первую победу на посту «Севильи» в чемпионате, выиграв у «Гранады» 3:0.
По итогам сезона 2013/14 помог «Севилье» занять 5-ю позицию в чемпионате Испании и выиграл с клубом Лигу Европы, обыграв в финале португальскую «Бенфику» (0:0, 4:2 — по пенальти). 29 мая 2014 года продлил контракт с клубом до 2016 года. Через год «Севилья» повторила прошлогодний успех, выиграв Лигу Европы (в финале был обыгран «Днепр»). 5 июня 2015 года Эмери продлил контракт с «Севильей» до 2017 года. 18 мая 2016 года Эмери выиграл с «Севильей» третью Лигу Европы подряд, одержав в финале волевую победу над «Ливерпулем» во главе с Юргеном Клоппом.

### «Пари Сен-Жермен»
28 июня 2016 года Эмери подписал двухлетний контракт с «Пари Сен-Жермен» с возможностью продления ещё на один сезон. В первом же матче под руководством Эмери команда выиграла Суперкубок Франции, со счётом 4:1 разгромив «Лион». Первый сезон во Франции для Эмери сложился неудачно: впервые за несколько лет парижане упустили титул чемпиона Франции, а в Лиге чемпионов в очередной раз вылетели на ранней стадии. Соперником «ПСЖ» в 1/8 финала стала «Барселона», которая была повержена в домашнем матче со счётом 4:0, а в ответном взяла верх со счётом 6:1 (забив решающие голы в концовке матча). Вместе с тем Эмери выиграл Кубок Франции и Кубок французской лиги.
В следующем сезоне парижане сумели выиграть все три национальных трофея, включая чемпионат Франции, однако в Лиге чемпионов подопечные Эмери вновь завершили выступление на стадии 1/8 финала, уступив действующему победителю мадридскому «Реалу». Эта неудача послужила поводом для увольнения специалиста, и по окончании сезона Эмери покинул пост.

### «Арсенал»
23 мая 2018 года был назначен главным тренером лондонского «Арсенала». Контракт вступил в силу с 1 июля. В мае 2019 года Эмери стал автором уникального достижения — он стал первым тренером, который четырежды выводил свои команды в финал Лиги Европы. Впрочем, в финальном матче «канониры» со счётом 1:4 уступили своему принципиальному сопернику «Челси». При этом в чемпионате Англии «Арсенал» занял лишь 5-е место, не сумев квалифицироваться в Лигу чемпионов на следующий сезон, а также потерпел неудачи во всех кубковых турнирах. Эмери был отправлен в отставку 29 ноября 2019 года, «Арсенал» на тот момент занимал 8-е место в турнирной таблице.

### «Вильярреал»
23 июля 2020 года Унаи Эмери был назначен на пост главного тренера испанского «Вильярреала». Сезон Примеры закончился для команды Эмери лишь 7-й строчкой в турнирной таблице и местом в квалификации созданной Лиги Конференций. Однако главным итогом сезона для «Вильярреала» стала победа в финале Лиги Европы над «Манчестер Юнайтед» в серии пенальти. Эта победа не только принесла «жёлтой субмарине» первый трофей в истории, но и позволила квалифицироваться в Лигу чемпионов на следующий сезон.
Подопечные Эмери сумели стать главной сенсацией Лиги чемпионов, выйдя в полуфинал турнира и выбив в двух раундах плей-офф «Ювентус» и «Баварию». Однако в полуфинале «Вильярреал» с общим счётом 2:5 уступил «Ливерпулю» и покинул турнир.

### «Астон Вилла»
24 октября 2022 года Эмери был назначен главным тренером английского клуба «Астон Вилла», сменив на посту Стивена Джеррарда. В первом матче под руководством Эмери бирмингемцы со счётом 3:1 обыграли «Манчестер Юнайтед». По итогам сезона, «Астон Вилла» заняла 7-е место, квалифицировавшись в Лигу конференций. Следующий сезон под руководством Эмери «Астон Вилла» завершила на 4-м месте, впервые в своей истории квалифицировавшись в Лигу чемпионов (в 1983 году команда выступала в Кубке европейских чемпионов).

## Тренерская статистика
| Команда          | Начало работы   | Окончание работы | Результаты | Результаты | Результаты | Результаты | Результаты |
| Команда          | Начало работы   | Окончание работы | И          | В          | Н          | П          | % побед    |
| ---------------- | --------------- | ---------------- | ---------- | ---------- | ---------- | ---------- | ---------- |
| Лорка Депортива  | 21 декабря 2004 | 22 июня 2006     | 70         | 34         | 16         | 20         | 048,57     |
| Альмерия         | 1 июля 2006     | 21 мая 2008      | 82         | 38         | 19         | 25         | 046,34     |
| Валенсия         | 22 мая 2008     | 26 мая 2012      | 220        | 107        | 58         | 55         | 048,64     |
| Спартак (Москва) | 10 июня 2012    | 25 ноября 2012   | 26         | 12         | 3          | 11         | 046,15     |
| Севилья          | 13 января 2013  | 28 июня 2016     | 205        | 107        | 43         | 55         | 052,20     |
| Пари Сен-Жермен  | 28 июня 2016    | 30 июня 2018     | 114        | 87         | 15         | 12         | 076,32     |
| Арсенал (Лондон) | 1 июля 2018     | 29 ноября 2019   | 78         | 43         | 15         | 20         | 055,13     |
| Вильярреал       | 23 июля 2020    | 24 октября 2022  | 132        | 66         | 35         | 31         | 050,00     |
| Астон Вилла      | 24 октября 2022 | н. в.            | 141        | 76         | 26         | 39         | 053,90     |
| Всего            | Всего           | Всего            | 1068       | 570        | 230        | 268        | 053,37     |

## Достижения в качестве тренера

### Командные
«Севилья»
- Победитель Лиги Европы УЕФА (3): 2013/14, 2014/15, 2015/16

«Пари Сен-Жермен»
- Чемпион Франции: 2017/18
- Обладатель Кубка Франции (2): 2016/17, 2017/18
- Обладатель Кубка французской лиги (2): 2016/17, 2017/18
- Обладатель Суперкубка Франции (2): 2016, 2017

«Вильярреал»
- Победитель Лиги Европы УЕФА: 2020/21

### Личные
- Приз Мигеля Муньоса (2): 2006, 2007
- Тренер месяца испанской Ла Лиги (2): март 2014, январь 2015
- Футбольный тренер сезона в Европе[англ.]: 2013/14
- Футбольный тренер года во Франции: 2017/18[32]
- Тренер месяца английской Премьер-лиги (2): апрель 2023[33], декабрь 2023[34]
- Специальная награда Globe Soccer Awards: 2016

## Личная жизнь
По национальности — баск. Потомственный футболист: на профессиональном уровне играли его отец Хуан (голкипер, 1951—1967), дед Антонио (голкипер) и дядя Роман (полузащитник). В июне 2021 года Эмери приобрёл контрольный пакет акций клуба «Реал Унион», за который выступали его дед и отец.
У Эмери есть жена Луиза, от которой родился сын Ландер. Известно, что Унаи увлекается кулинарией и падел-теннисом.